# Lee Dorsey
Lee Dorsey (New Orleans, 24 dicembre 1926 – New Orleans, 1º dicembre 1986) è stato un cantante statunitense.

## Biografia
Divenne celebre nel 1961 con la canzone Ya Ya che raggiunse la settima posizione nelle charts USA. Ne furono fatte in seguito molte cover, tra cui quella di John Lennon (album Rock n Roll, 1975).
Lee Dorsey morì poco prima di poter compiere 60 anni, per enfisema.
I Beastie Boys lo omaggiarono nel loro brano Sure Shot.

## Discografia

### Album
- Ya Ya (1962)
- The New Lee Dorsey - Working in the Coalmine (1966)
- Yes We Can	(1970)
- Night People (1978)